# Forças Navais Reais Sauditas
A Forças Navais Reais Sauditas (القوات البحرية الملكية السعودية) é o braço naval das Forças Armadas Sauditas. Ela conta com mais de 50 000 militares, incluindo fuzileiros. Sua frota baseada no Mar Vermelho tem sua principal base em Jeddah, enquanto a frota no Golfo Pérsico tem seu quartel-general na cidade de Jubail.

## Inventário
| Navio/Classe             | Origem         | Tipo                     | Em Serviço | Observações                                 |
| Fragata                  | Fragata        | Fragata                  | Fragata    | Fragata                                     |
| ------------------------ | -------------- | ------------------------ | ---------- | ------------------------------------------- |
| Classe MMSC              | Estados Unidos | Fragata                  | 0/4        | Variante da Classe Freedom, 4 em construção |
| Classe Al Riyadh         | França         | Fragata                  | 3          | Variante da Classe La Fayette               |
| Classe Al Madinah        | França         | Fragata                  | 4          |                                             |
| Corveta                  |                |                          |            |                                             |
| Classe Avante            | Espanha        | Corveta                  | 0/5        | 5 em construção                             |
| Classe Badr              | Estados Unidos | Corveta                  | 4          |                                             |
| Navio-patrulha           |                |                          |            |                                             |
| classe Al Sadiq          | Estados Unidos | Navio-patrulha           | 9          |                                             |
| Navio de guerra de minas |                |                          |            |                                             |
| Classe Sandown           | Reino Unido    | Navio de guerra de minas | 3          |                                             |

## Futuro
A Alemanha fornecerá 48 barcos de patrulha à Arábia Saudita no âmbito de seu projeto de segurança nas fronteiras, um custo de 1,5 bilhão de euros foi observado para este acordo. A Lürssen já começou a construir 15 navios de patrulha para a primeira fase do projeto. Os barcos de patrulha a serem adquiridos sob o contrato atual vêm em duas formas. Os primeiros são os modelos 'TNC 35', que têm 35 metros de comprimento e são movidos por dois motores a diesel com uma potência combinada de 7.800 quilowatts. O barco pode atingir velocidades de até 40 nós. Os segundos modelos, 'FPB 38', têm 38 metros de comprimento e podem atingir velocidades de até 31 nós. Em novembro de 2016, 1 TNC 35 foi entregue na Arábia Saudita. 
A Arábia Saudita quer comprar cinco submarinos alemães por cerca de € 2,5 bilhões (US$ 3,4 bilhões) e mais de duas dúzias no futuro. 
Em dezembro de 2014, os EUA concederam à Lockheed Martin um contrato para uma venda militar estrangeira do sistema de lançamento vertical Mk 41 para a Arábia Saudita. Sem navios de superfície compatíveis com o Mk 41 e sem planos de adquirir um sistema de defesa antimísseis terrestre, isso indica que o país está perto de comprar um combatente de superfície equipado com VLS. A Arábia Saudita avaliou o destróier da classe Arleigh Burke e a versão Multi-mission Combat Ship do navio de combate litoral da classe Freedom capaz de transportar um VLS.  Em outubro de 2015, o Congresso dos EUA foi informado de uma possível venda de navios Multi-Mission Surface Combatant (MMSC), uma variante do LCS. 
Em julho de 2018 foi anunciado que a Navantia havia assinado um acordo com a Marinha Real Saudita para a produção de 5 Corvettes Avante 2000 com o último a ser entregue até 2022 a um custo de aproximadamente 2 bilhões de euros.

## Fotos

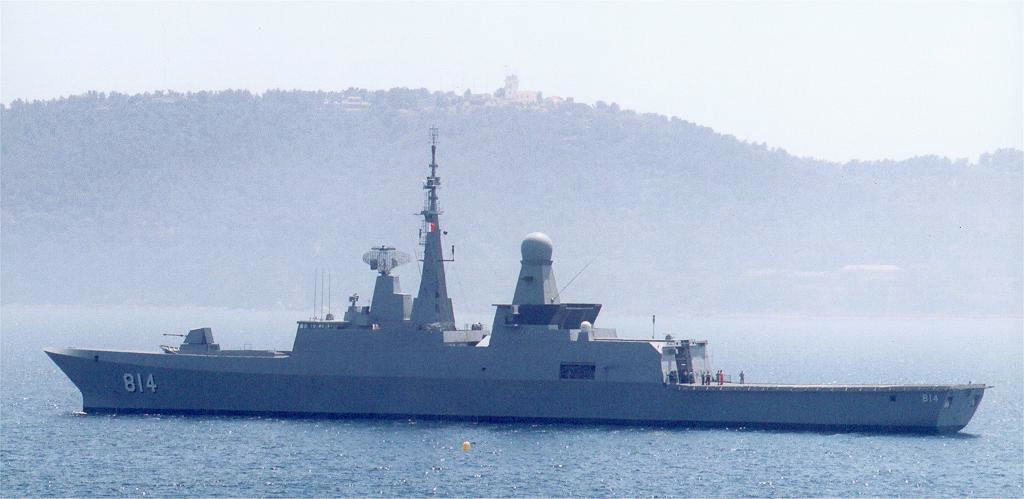
A fragata Al Makkah.
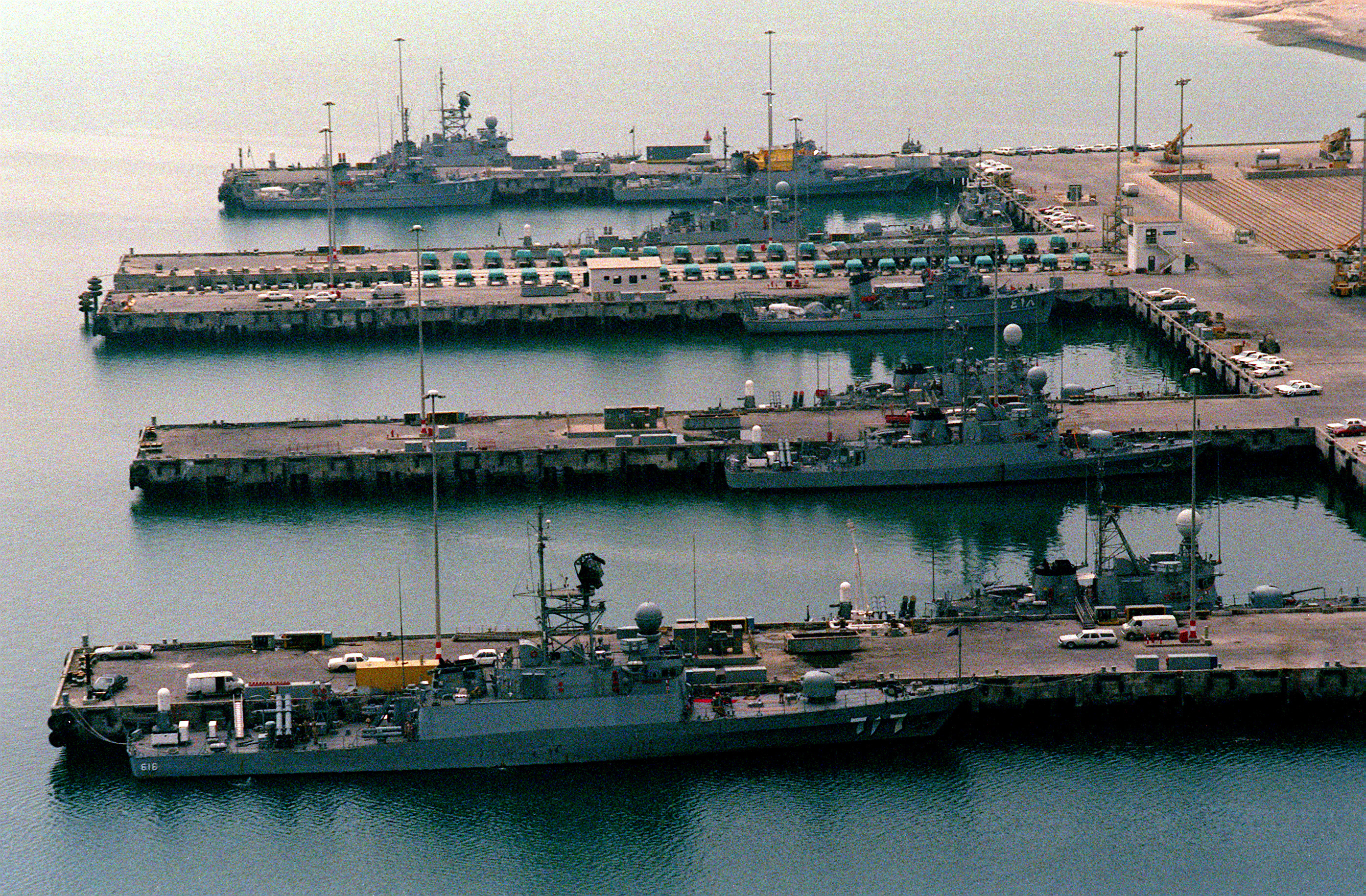
A base naval saudita de Jubail.
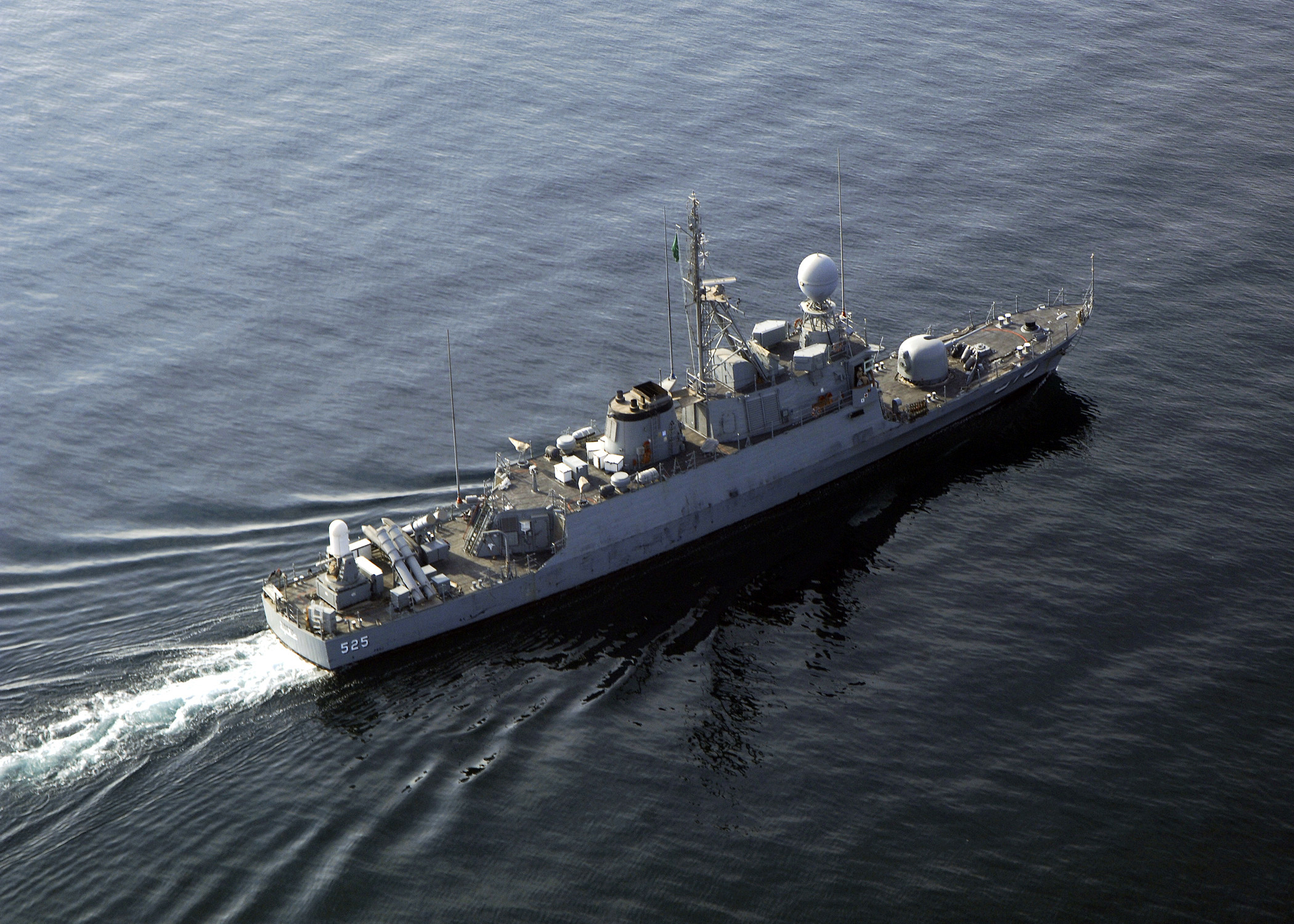
Um navio torpedeiro da classe As-Sadiq da marinha saudita.
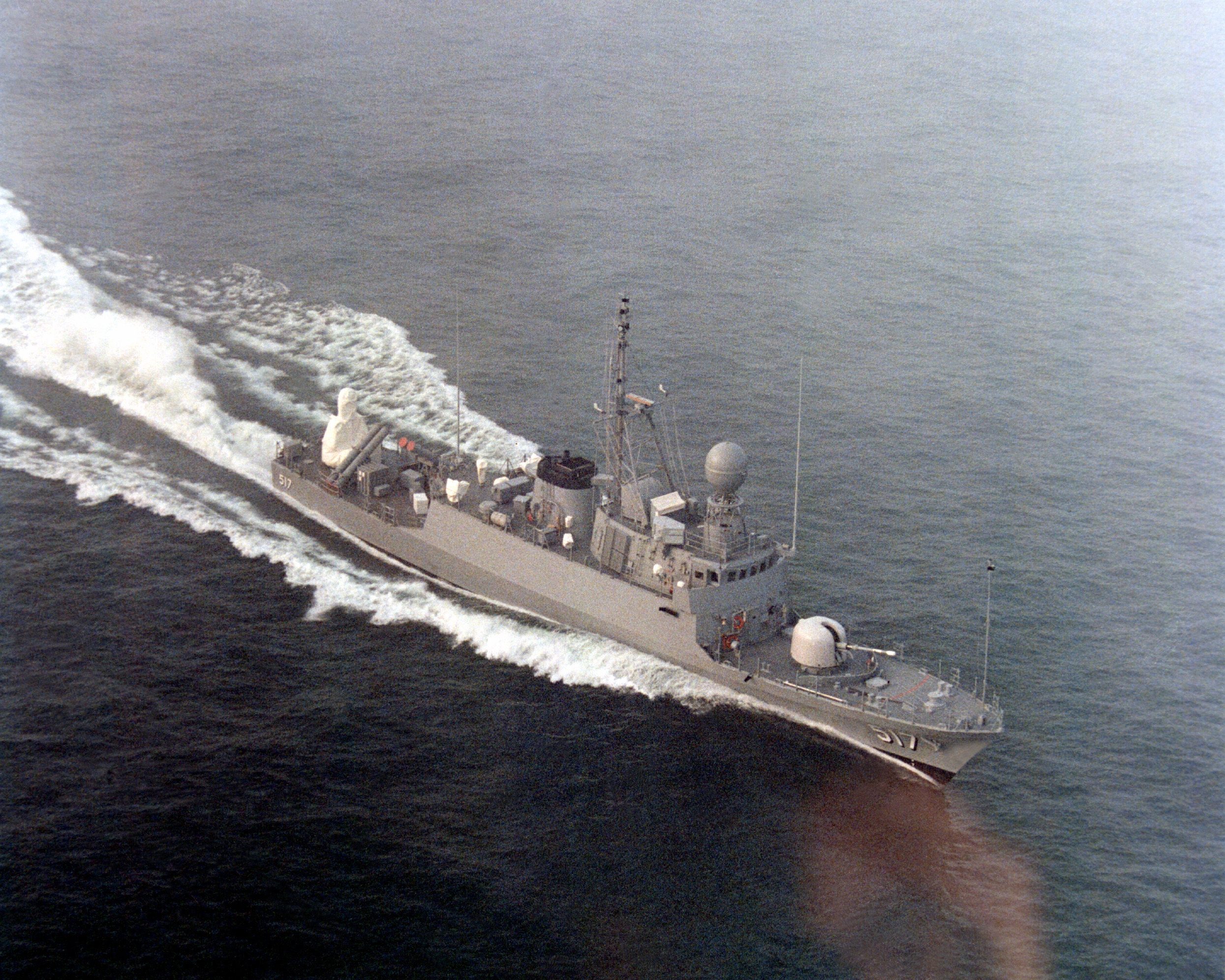
A embarcação Faisal.